# Patricio O'Ward
Patricio O'Ward Junco, detto Pato (Monterrey, 6 maggio 1999) è un pilota automobilistico messicano, vincitore nel 2017 del Campionato IMSA nella categoria Prototipo Challenge, attualmente compete nella IndyCar Series con il team Arrow McLaren SP.
Tra il 2022 e il 2024 ha preso parte a tre prove libere della Formula 1 con la McLaren F1 Team.

## Carriera

### Gli inizi
O'Ward esordisce in monoposto nel 2013 correndo nella Formula del Pacifico F2000 dove vince quattro gare e nella Formula Renault, l'anno successivo passa alla Formula 4 francese, ottiene una vittoria e due podi, chiude settimo in classifica piloti. Nel 2015 torna a competere in America, partecipa al Campionato Pro Mazda senza ottenere nessuna vittoria e alla Formula 4 NACAM dove ottiene sei vittorie e chiude terzo in classifica pur avendo saltato nove gare. Nel 2016 disputa un'altra stagione nel Campionato Pro Mazda, ottiene sette vittorie e nove podi finendo secondo dietro a Aaron Telitz.

### IMSA
Nel 2017, gareggia nel Campionato IMSA con il team Performance Tech Motorsports nella classe Prototipo Challenge (PC). O'Ward e i suoi co-piloti vincono la 24 Ore di Daytona e la 12 Ore di Sebring rendendo il pilota messicano il più giovane a vincere entrambe le due gare (17 anni). Vince il campionato piloti nella categoria Prototype Challenge e la coppa North American Endurance. Nel 2018 sempre con il team Performance Tech partecipa alla 24 Ore di Daytona e la 12 Ore di Sebring nella categoria Prototipo senza però ottenere grandi risultati.
Nel 2022 prenderà parte alla 12 Ore del Golfo sul Circuito di Yas Marina a guida della McLaren 570S GT4 del team United Autosports. O'Ward dividerà la vettura con Richard Dean, Zak Brown e Felix Rosenqvist, quest'ultimo già suo compagno di squadra in Indycar. Lo stesso anno corre anche la 24 Ore di Daytona nella classe LMP2 con il team DragonSpeed. Insieme al messicano completano l'equipaggio, Colton Herta, Eric Lux e Devlin DeFrancesco. L'equipaggio si qualifica quinto e in gara riesce a rimontare fino a trionfare nella loro categoria

### Indy Lights
Nel 2017 O'Ward partecipa a quattro gare del campionato Indy Lights, serie propedeutica del IndyCar con il team Pelfrey. L'anno successivo, il pilota messicano firma con Andretti Autosport per competere nell'intera stagione della Indy Lights. Vince nove delle 17 gare, viene nominato Rookie of the Year e alla penultima gara della stagione a Portland vince il campionato superando Colton Herta.

### Periodo con il supporto della Red Bull
Nel maggio 2019, O'Ward firma con il Red Bull Junior Team, il mese successivo esordisce in Formula 2 al Red Bull Ring per sostituire Mahaveer Raghunathan. Sostituisce Dan Ticktum per tre gare della Super Formula.
A causa della decisione della FIA di assegnare meno punti nella Superlicenza per la vittoria del campionato Indy Lights, O'Ward non raggiungere i punti richiesti per poter correre in Formula 1 nel 2020, per questo non viene mantenuto dalla Red Bull.

### IndyCar

#### Harding Racing e Carlin (2018-2019)

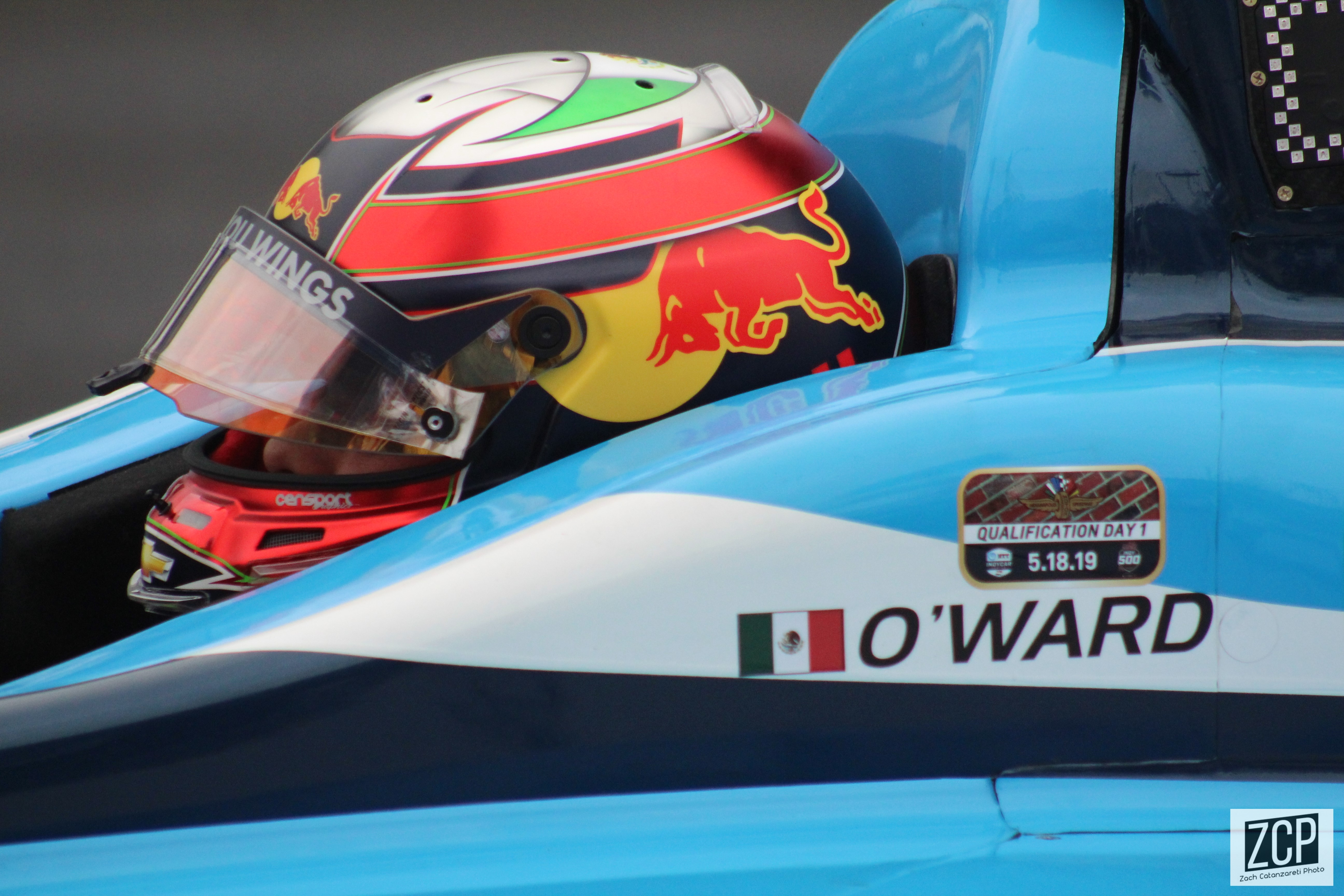
O'Ward durante il suo esordio in IndyCar

Due settimane dopo aver conquistato il titolo Indy Lights, O'Ward fa il suo esordio nella IndyCar Series nell'ultima gara della stagione con il team Harding Racing, si qualifica quinto e in gara chiude al nono posto, realizzando il miglior piazzamento all'esordio da parte di un pilota messicano nelle corse americane a ruota aperta.
Nel 2019, O'Ward avrebbe dovuto passare alla Serie IndyCar a tempo pieno con Harding Steinbrenner Racing, ma per problemi di sponsorizzazione il messicano lascia il team. Il sette marzo passa alla Carlin con un accordo part-time. Con il team britannico partecipa anche alla 500 miglia di Indianapolis ma non conquista dei buoni risultati e chiude 26º in classifica finale.

#### Arrow McLaren (2020-presente)
Il 30 ottobre, firma un accordo con Arrow McLaren SP per la stagione 2020. Per O'Ward è la stagione di rilancio, arriva secondo nella seconda gara a Road America conquistando così il suo primo podio nella categoria, torna a podio in altre tre occasioni e chiude la stagione con un ottimo quarto posto nella classifica finale.

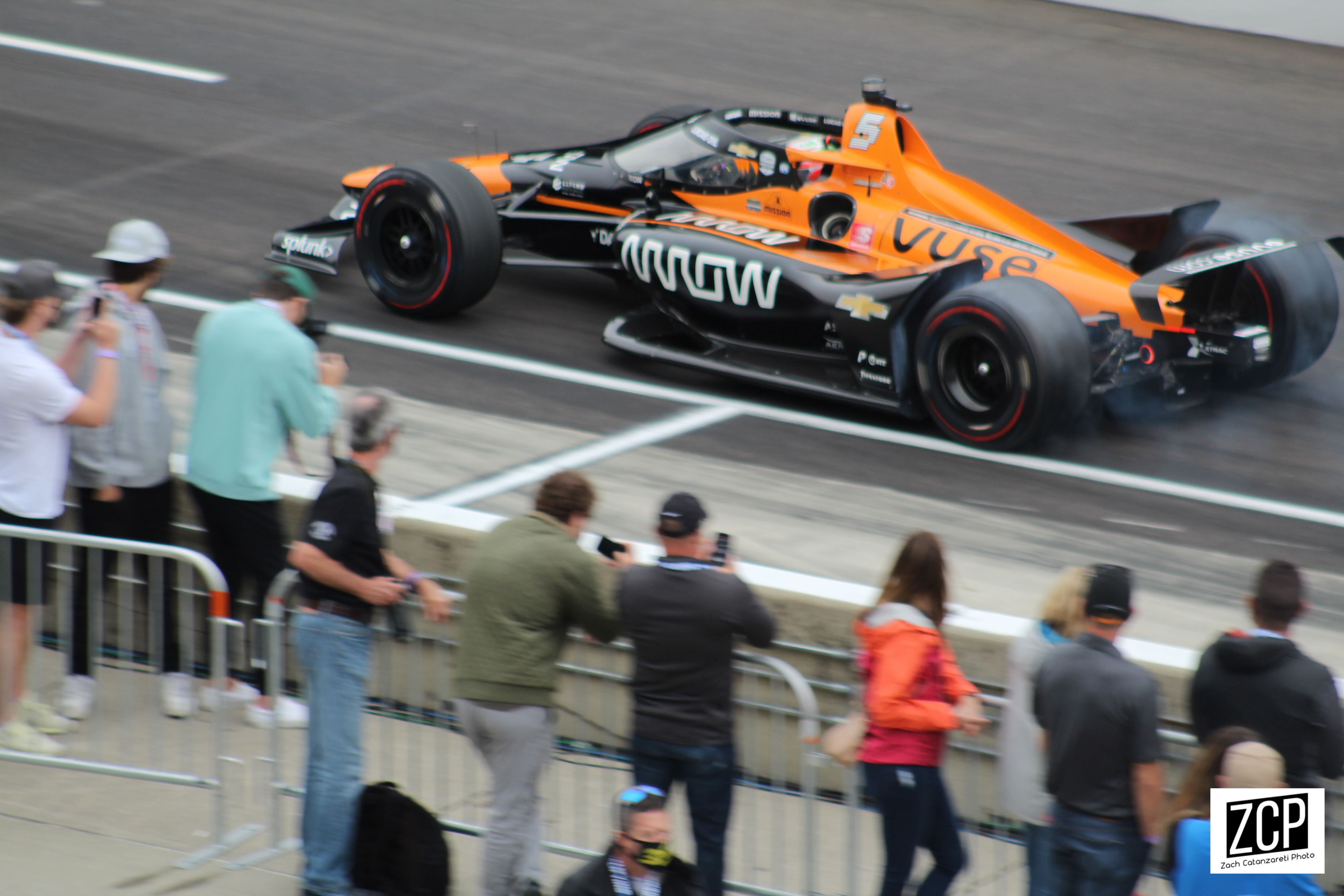
Patricio O'Ward con la Arrow McLaren SP nel 2021.

O'Ward viene confermato dalla Arrow McLaren in coppia con Felix Rosenqvist. Nella prima gara stagionale al Barber Motorsports Park conquista la sua prima pole position per poi chiudere 4º in gara a causa di una scarsa strategia. Le due gare in Texas sono molto positive, nella prima conclude terzo mentre nella seconda arriva la sua prima vittoria nella categoria, diventando il primo pilota messicano a vincere una gara in IndyCar dal 2004. Finisce 4º nella 500 miglia di Indianapolis, conquista la sua seconda pole position nella prima gara a Detroit dove poi conclude terzo. In gara due conquista la sua seconda vittoria, la prima su un percorso stradale e la testa momentanea della classifica. A Road America finisce nono e perde il comando del campionato visto la vittoria di Álex Palou, ma grazie al secondo posto a Madison dietro a Josef Newgarden torna in testa alla classifica. Nel resto della stagione non arrivano grandi risultati con l'eccezione del secondo posto a Madison, chiude la stagione al terzo posto dietro al campione Álex Palou e Josef Newgarden.
Nel 2022 O'Ward continua con la Arrow McLaren, nella quarta gara stagionale al Barber Motorsports Park conquista la sua terza vittoria e il suo decimo podio in IndyCar. O'Ward chiude secondo nella 500 Miglia di Indianapolis dietro a Marcus Ericsson. Nelle due gare al Iowa Speedway ottiene un secondo posto dietro a Josef Newgarden in gara uno e riesce a vincere la seconda gara davanti a Will Power. Il messicano chiude la stagione con 480 punti al settimo posto in classifica.
Il 27 maggio del 2022 il team Arrow McLaren annuncia il rinnovo del contratto con il pilota messicano fino il 2025. Nella stagione 2023, Pato O'Ward ottiene quattro secondi posti e tre terzi posti per un totale di sette podi ma non riesce a ritornare alla vittoria. Il pilota messicano chiude la stagione al quarto posto in classifica.
La stagione seguente inizia con la vittoria a St. Petersburg mentre ottiene il secondo posto nella 500 Miglia di Indianapolis 2024 dietro a Josef Newgarden. A Mid-Ohio ottiene la sua seconda vittoria stagionale davanti a Álex Palou. O'Ward si dimostra molto competitivo nelle gare sui circuiti ovali, ottiene il secondo posto a Iowa e vince la prima gara di Milwaukee. 

### Formula 1
Dopo aver vinto la Indy Lights nel 2018, l'anno successivo entra nella Red Bull Junior Team, ma a fine anno decide di dividersi con la Red Bull per passare nell'orbita della McLaren.
Come ricompensa per la sua prima vittoria in IndyCar, il capo della McLaren Zak Brown ha concesso ad O'Ward un test di Formula 1 con la McLaren. Il pilota ha preso parte ai test post-stagionali ad Abu Dhabi alla guida della McLaren MCL35M. Nel settembre del 2022 il messicano scende di nuovo in pista con la MCL35M sul Circuito di Catalogna alternandosi con Álex Palou e Colton Herta.
O'Ward esordisce nelle prove libere del Gran Premio di Abu Dhabi 2022 con la McLaren MCL36 al posto di Daniel Ricciardo, pochi giorni dopo prenderà parte anche ai test post stagionali sul medesimo circuito sempre con la vettura della casa di Woking. Ritorna in pista alla guida di una Formula 1 un anno più tardi, sempre nelle prove libere del GP di Abu Dhabi; inoltre viene annunciato che dalla stagione 2024 diventa pilota di riserva per il team McLaren. L'anno seguente prende parte alle prove libere nel Gran Premio di Città del Messico con la MCL38. A fine anno scende anche in pista durante i test post stagioni sul circuito di Yas Marina.

## Risultati

### Riassunto della carriera
| Stagione | Serie                             | Team                         | Gare | Vittorie | Pole | G.V | Podio | Punti | Pos. |
| -------- | --------------------------------- | ---------------------------- | ---- | -------- | ---- | --- | ----- | ----- | ---- |
| 2013     | Pacific Formula F2000             | Dave Freitas Racing          | 5    | 4        | 2    | 5   | 5     | 165   | 5º   |
| 2013     | Formula Renault 1.6 NEC           | Provily Racing               | 6    | 0        | 0    | 0   | 0     | 117   | 7º   |
| 2013     | Latam Fórmula 2000                | Paradise Racing              | 6    | 0        | 0    | 0   | 0     | 44    | 12º  |
| 2014     | Formula 4 francese                | Auto Sport Academy           | 15   | 1        | 0    | 0   | 2     | 143   | 7º   |
| 2015     | Pro Mazda Championship            | Team Pelfrey                 | 16   | 0        | 0    | 1   | 3     | 250   | 6º   |
| 2015–16  | NACAM Formula 4                   | Martiga EG                   | 12   | 6        | 2    | 5   | 11    | 247   | 3º   |
| 2016     | Pro Mazda Championship            | Team Pelfrey                 | 16   | 7        | 5    | 8   | 9     | 393   | 2º   |
| 2016     | Mazda Prototype Lites             | Performance Tech Motorsports | 2    | 0        | 0    | 0   | 1     | 32    | 16º  |
| 2017     | Indy Lights                       | Team Pelfrey                 | 4    | 0        | 0    | 0   | 1     | 58    | 15º  |
| 2017     | IMSA - PC                         | Performance Tech Motorsports | 8    | 7        | 0    | 8   | 8     | 283   | 1º   |
| 2017     | North American Endurance Cup - PC | Performance Tech Motorsports | 4    | 3        | 0    | 4   | 4     | 56    | 1º   |
| 2018     | Indy Lights                       | Andretti Autosport           | 17   | 9        | 9    | 4   | 13    | 491   | 1º   |
| 2018     | IMSA-P                            | Performance Tech Motorsports | 2    | 0        | 0    | 0   | 0     | 41    | 41º  |
| 2018     | IndyCar Series                    | Harding Racing               | 1    | 0        | 0    | 0   | 0     | 44    | 31º  |
| 2019     | IndyCar Series                    | Carlin                       | 7    | 0        | 0    | 1   | 0     | 115   | 26º  |
| 2019     | Super Formula                     | Team Mugen                   | 3    | 0        | 0    | 0   | 0     | 3     | 18º  |
| 2019     | Formula 2                         | MP Motorsport                | 2    | 0        | 0    | 0   | 0     | 0     | 26º  |
| 2020     | IndyCar Series                    | Arrow McLaren SP             | 14   | 0        | 1    | 1   | 4     | 416   | 4º   |
| 2021     | IndyCar Series                    | Arrow McLaren SP             | 16   | 2        | 2    | 2   | 5     | 487   | 3º   |
| 2022     | IndyCar Series                    | Arrow McLaren SP             | 17   | 2        | 1    | 1   | 4     | 480   | 7º   |
| 2023     | IndyCar Series                    | Arrow McLaren SP             | 17   | 0        | 0    | 1   | 7     | 484   | 4º   |
| 2024     | IndyCar Series                    | Arrow McLaren SP             | 16   | 3        | 0    | 0   | 5     | 460   | 5°   |

### IndyCar Series
| Anno | Team             | Auto         | Motore    | 1      | 2      | 3      | 4      | 5      | 6        | 7      | 8      | 9      | 10     | 11     | 12     | 13     | 14     | 15    | 16     | 17    | Punti | Pos. |
| ---- | ---------------- | ------------ | --------- | ------ | ------ | ------ | ------ | ------ | -------- | ------ | ------ | ------ | ------ | ------ | ------ | ------ | ------ | ----- | ------ | ----- | ----- | ---- |
| 2018 | Harding Racing   | Dallara DW12 | Chevrolet | STP    | PHX    | LBH    | ALA    | IMS    | INDY     | DET    | DET    | TXS    | RDA    | IOW    | TOR    | MDO    | POC    | GTW   | POR    | SNM 9 | 44    | 31º  |
| 2019 | Carlin           | Dallara DW12 | Chevrolet | STP    | COA 8  | ALA 16 | LBH 12 | IMS 19 | INDY DNQ | DET 14 | DET 11 | TXS    | RDA 17 | TOR    | IOW    | MDO    | POC    | GTW   | POR    | LAG   | 115   | 26º  |
| 2020 | Arrow McLaren SP | Dallara DW12 | Chevrolet | TXS 12 | IMS 8  | ROA 8  | ROA 2  | IOW 4  | IOW 12   | INDY 6 | GTW 3  | GTW 2  | MDO 11 | MDO 9  | IMS 22 | IMS 5  | STP 2  |       |        |       | 416   | 4º   |
| 2021 | Arrow McLaren SP | Dallara DW12 | Chevrolet | ALA 4  | STP 19 | TXS 3  | TXS 1  | IMS 15 | INDY 4   | DET 3  | DET 1  | ROA 9  | MDO 8  | NSH 13 | IMS 5  | GTW 2  | POR 14 | LAG 5 | LBH 27 |       | 487   | 3º   |
| 2022 | Arrow McLaren SP | Dallara DW12 | Chevrolet | STP 12 | TXS 15 | LBH 5  | ALA 1  | IMS 19 | INDY 2   | DET 5  | ROA 26 | MDO 24 | TOR 11 | IOW 2  | IOW 1  | IMS 12 | NSH 24 | MAD 4 | POR 4  | LAG 8 | 480   | 7º   |
| 2023 | Arrow McLaren SP | Dallara DW12 | Chevrolet | STP 2  | TXS 2  | LBH 17 | ALA 4  | IMS 2  | INDY 24  | DET 26 | ROA 3  | MDO 8  | TOR 8  | IOW 3  | IOW 10 | NSH 8  | IMS 3  | MAD 2 | POR 4  | LAG 9 | 484   | 4º   |
| 2024 | Arrow McLaren SP | Dallara DW12 | Chevrolet | STP 1  | LBH 16 | ALA 23 | IMS 13 | INDY 2 | DET 7    | ROA 7  | LAG 8  | MDO 1  | IOW 2  | IOW 6  | TOR 17 | GAT 26 | POR 15 | MIL 1 | MIL 24 | NSH 2 | 460   | 5º   |
| 2025 | Arrow McLaren SP | Dallara DW12 | Chevrolet | STP 11 | THE 2  | LBH 13 | ALA 6  | IMS 2  | INDY 4   | DET    | GAT    | ROA    | MDO    | IOW    | IOW    | TOR    | LAG    | POR   | MIL    | NSH   | 191*  |      |

* Stagione in corso.

### IMSA
| Anno | Team                         | Classe | Auto        | Motore                 | 1     | 2      | 3     | 4     | 5     | 6     | 7     | 8     | 9   | 10  | Punti | Pos. |
| ---- | ---------------------------- | ------ | ----------- | ---------------------- | ----- | ------ | ----- | ----- | ----- | ----- | ----- | ----- | --- | --- | ----- | ---- |
| 2017 | Performance Tech Motorsports | PC     | Oreca FLM09 | Chevrolet LS3 6.2 L V8 | DAY 1 | SEB 1  | COA 1 | DET 1 | WAT 1 | MOS 1 | ELK 1 | PET 3 |     |     | 283   | 1°   |
| 2018 | Performance Tech Motorsports | P      | Oreca 07    | Gibson GK428 4.2 L V8  | DAY 8 | SEB 13 | LBH   | MDO   | DET   | WGL   | MOS   | ELK   | LGA | PET | 41    | 41°  |
| 2022 | DragonSpeed USA              | LMP2   | Oreca 07    | Gibson GK428 4.2 L V8  | DAY 1 | SEB    | LGA   | MDO   | WGL   | ELK   | PET   |       |     |     | 376*  | 1°*  |

* Stagione in corso.

### Risultati in Formula 1
| 2022 | Scuderia | Vettura |  |  |  |  |  |  |  |  |  |  |  |  |  |  |  |  |  |  |  |  |  |    |  |  | Punti | Pos. |
| ---- | -------- | ------- |  |  |  |  |  |  |  |  |  |  |  |  |  |  |  |  |  |  |  |  |  | -- |  |  | ----- | ---- |
| 2022 | McLaren  | MCL36   |  |  |  |  |  |  |  |  |  |  |  |  |  |  |  |  |  |  |  |  |  | SP |  |  |       |      |

| 2023 | Scuderia | Vettura |  |  |  |  |  |  |  |  |  |  |  |  |  |  |  |  |  |  |  |  |  |    |  |  | Punti | Pos. |
| ---- | -------- | ------- |  |  |  |  |  |  |  |  |  |  |  |  |  |  |  |  |  |  |  |  |  | -- |  |  | ----- | ---- |
| 2023 | McLaren  | MCL60   |  |  |  |  |  |  |  |  |  |  |  |  |  |  |  |  |  |  |  |  |  | SP |  |  |       |      |

| 2024 | Scuderia | Vettura |  |  |  |  |  |  |  |  |  |  |  |  |  |  |  |  |  |  |  |    |  |  |  |  | Punti | Pos. |
| ---- | -------- | ------- |  |  |  |  |  |  |  |  |  |  |  |  |  |  |  |  |  |  |  | -- |  |  |  |  | ----- | ---- |
| 2024 | McLaren  | MCL38   |  |  |  |  |  |  |  |  |  |  |  |  |  |  |  |  |  |  |  | SP |  |  |  |  |       |      |

| Legenda | 1º posto     | 2º posto | 3º posto    | A punti         | Senza punti/Non class.  | Grassetto – Pole position Corsivo – Giro più veloce Apice – Risultato Sprint (A punti) |
| Legenda | Squalificato | Ritirato | Non partito | Non qualificato | Solo prove/Terzo pilota | Grassetto – Pole position Corsivo – Giro più veloce Apice – Risultato Sprint (A punti) |